# Universidad Tecnológica de El Salvador
La Universidad Tecnológica de El Salvador (UTEC) es un centro de educación superior de carácter privado de El Salvador, también llamada "la tecno", propiedad de una sociedad de capital privado. El campus universitario se localiza en San Salvador y cuenta con diez edificios de aulas, auditorio, biblioteca, laboratorios especializados, centro cultural y centros informáticos además de la Radio UTEC (970 AM) y Tecnovisión Canal 33 (cerró operaciones en enero de 2023) medios de comunicación de propiedad universitaria.

## Historia
Fue fundada el 12 de junio de 1981, por un acuerdo del Ministerio de Educación, por petición de un grupo de ciudadanos en el momento en que la Universidad de El Salvador había sido cerrada y ocupada militarmente, etc.

## Facultades
La universidad ofrece una amplia gama de carreras de diferentes facultades, además de contar con maestrías y postgrados.

### Facultad de ciencias empresariales
- Licenciatura en Administración de Empresas
- Licenciatura en Administración de Empresas con Énfasis en Computación
- Licenciatura en Administración de Empresas Turísticas
- Licenciatura en Contaduría Pública
- Licenciatura en Mercadeo
- Licenciatura en Negocios Internacionales
- Licenciatura en Administración de Empresas con Énfasis en Inglés
- Licenciatura en Mercadeo con Énfasis en Inglés
- Licenciatura en Administración de Empresas Turísticas con Énfasis en Inglés
- Técnico en Administración Turística
- Técnico en Mercadeo y Ventas

### Facultad de ciencias sociales
- Licenciatura en Idioma inglés
- Licenciatura en Psicología
- Licenciatura en Comunicaciones
- Licenciatura en Comunicaciones con énfasis en Inglés
- Licenciatura en Antropología (*)
- Licenciatura en Arqueología (*)
- Técnico en Periodismo (*)
- Técnico en Relaciones Públicas

### Facultad de derecho
- Licenciatura en Ciencias Jurídicas

### Facultad de informática y ciencias aplicadas
- Ingeniería en Sistemas y Computación
- Ingeniería Industrial
- Ingeniería Industrial con Énfasis en Inglés
- Ingeniería Industrial No presencial
- Arquitectura
- Licenciatura en Informática
- Licenciatura en Diseño Gráfico
- Técnico en Diseño Gráfico
- Técnico en Ingeniería de Redes Computacionales
- Técnico en Ingeniería de Software

### Facultad de maestrías
- Maestría en Administración Financiera
- Maestría en Administración de Negocios
- Maestría en Banca y Finanzas
- Maestría en Administración de Negocios No Presencial
- Maestría en Administración Financiera No Presencial
- Maestría en Dirección del Talento Humano
- Maestría en Criminología
- Maestría en Auditoría Forense
- Maestría en Auditoría Tributaria
- Maestría en Mercadeo (*)
- Maestría en Docencia Universitaria (*)
- Maestría en Computación con énfasis en sistemas (*)

(*) Ya no disponibles